# Skotuvate, Novomoskovsk
Skotuvate (în ucraineană Скотувате) este un sat în comuna Mareanivka din raionul Novomoskovsk, regiunea Dnipropetrovsk, Ucraina.

## Demografie
Componența lingvistică a localității Skotuvate
     Ucraineană (81,25%)
     Rusă (14,58%)
     Română (2,08%)
Conform recensământului din 2001, majoritatea populației localității Skotuvate era vorbitoare de ucraineană (81,25%), existând în minoritate și vorbitori de rusă (14,58%) și română (2,08%).